# Landgericht Fürth (Hessen)
Das Landgericht Fürth war von 1821 bis 1879 ein Landgericht des Großherzogtums Hessen mit Sitz in Fürth im Odenwald in der Provinz Starkenburg.

## Gründung
Ab 1821 trennte das Großherzogtum Hessen auch auf der unteren Ebene die Rechtsprechung von der Verwaltung. 
 Die bisher von den Ämtern wahrgenommenen Aufgaben wurden Landräten (zuständig für die Verwaltung) und Landgerichten (zuständig für die Rechtsprechung) übertragen. Im südlichen Teil des Großherzogtums wurde dabei das Landgericht Fürth eingerichtet. Dessen Gerichtsbezirk erstreckte sich über das Gebiet der vormaligen Ämter Fürth, Waldmichelbach, Heppenheim und dem des Patrimonialgerichts Birkenau.

Dem Landgericht Fürth übergeordnet war das Hofgericht Darmstadt und diesem wiederum das Oberappellationsgericht Darmstadt. 

## Bezirk
| Gemeinde                | Herkunft                    | Zugang | Abgang | Nach                        |
| ----------------------- | --------------------------- | ------ | ------ | --------------------------- |
| Affolterbach            | Fürth                       | 1821   | 1853   | Landgericht Wald-Michelbach |
| Albersbach              | Amt Heppenheim              | 1821   | 1879   | Amtsgericht Fürth           |
| Aschbach                | Amt Waldmichelbach          | 1821   | 1853   | Landgericht Wald-Michelbach |
| Birkenau                | Patrimonialgericht Birkenau | 1821   | 1879   | Amtsgericht Fürth           |
| Bockenrod               | Landgericht Michelstadt     | 1853   | 1879   | Amtsgericht Fürth           |
| Bonsweiher              | Amt Heppenheim              | 1821   | 1879   | Amtsgericht Fürth           |
| Breitenwiesen           | Amt Heppenheim              | 1821   | 1879   | Amtsgericht Fürth           |
| Brombach                | Amt Fürth                   | 1821   | 1879   | Amtsgericht Fürth           |
| Dürr-Ellenbach          | Amt Waldmichelbach          | 1821   | 1853   | Landgericht Wald-Michelbach |
| Eberbach                | Landgericht Michelstadt     | 1853   | 1879   | Amtsgericht Fürth           |
| Ellenbach               | Amt Fürth                   | 1821   | 1879   | Amtsgericht Fürth           |
| Elmshausen              | Landgericht Schönberg       | 1826   | 1839   | Landgericht Zwingenberg     |
| Erbach                  | Amt Heppenheim              | 1821   | 1840   | Landgericht Lorsch          |
| Erlenbach               | Amt Fürth                   | 1821   | 1879   | Amtsgericht Fürth           |
| Erzbach                 | Landgericht Michelstadt     | 1853   | 1879   | Amtsgericht Fürth           |
| Eulsbach                | Amt Fürth                   | 1821   | 1879   | Amtsgericht Fürth           |
| Fahrenbach              | Amt Fürth                   | 1821   | 1879   | Amtsgericht Fürth           |
| Flockenbach             | Amt Waldmichelbach          | 1821   | 1853   | Landgericht Wald-Michelbach |
| Frohnhofen              | Landgericht Michelstadt     | 1853   | 1879   | Amtsgericht Fürth           |
| Fürth                   | Amt Fürth                   | 1821   | 1879   | Amtsgericht Fürth           |
| Gadern                  | Amt Waldmichelbach          | 1821   | 1853   | Landgericht Wald-Michelbach |
| Gadernheim              | Landgericht Schönberg       | 1826   | 1839   | Landgericht Zwingenberg     |
| Geisenbach              | Amt Waldmichelbach          | 1821   | 1879   | Amtsgericht Wald-Michelbach |
| Glattbach               | Amt Fürth                   | 1821   | 1879   | Amtsgericht Fürth           |
| Gorxheim                | Amt Waldmichelbach          | 1821   | 1853   | Landgericht Wald-Michelbach |
| Grasellenbach           | Amt Fürth                   | 1821   | 1853   | Landgericht Wald-Michelbach |
| Gronau                  | Landgericht Schönberg       | 1826   | 1839   | Landgericht Zwingenberg     |
| Groß-Gumpen             | Landgericht Michelstadt     | 1853   | 1879   | Amtsgericht Fürth           |
| Hammelbach              | Amt Fürth                   | 1821   | 1879   | Amtsgericht Fürth           |
| Hartenrod               | Amt Waldmichelbach          | 1821   | 1853   | Landgericht Wald-Michelbach |
| Hohenstein              | Landgericht Schönberg       | 1826   | 1839   | Landgericht Zwingenberg     |
| Hornbach                | Amt Waldmichelbach          | 1821   | 1879   | Amtsgericht Fürth           |
| Igelsbach               | Amt Heppenheim              | 1821   | 1879   | Amtsgericht Fürth           |
| Kallstadt               | Patrimonialgericht Birkenau | 1821   | 1879   | Amtsgericht Fürth           |
| Kirschhausen            | Amt Heppenheim              | 1821   | 1840   | Landgericht Lorsch          |
| Klein-Gumpen            | Landgericht Michelstadt     | 1853   | 1879   | Amtsgericht Fürth           |
| Knoden                  | Amt Heppenheim              | 1821   | 1879   | Amtsgericht Fürth           |
| Kocherbach              | Amt Fürth                   | 1821   | 1853   | Landgericht Wald-Michelbach |
| Kolmbach                | Amt Fürth                   | 1821   | 1879   | Amtsgericht Fürth           |
| Kreidach                | Amt Waldmichelbach          | 1821   | 1853   | Landgericht Wald-Michelbach |
| Hof Kreiswald           | Hof der Ulner von Dieburg   | 1821   | 1879   | Amtsgericht Fürth           |
| Kröckelbach             | Amt Fürth                   | 1821   | 1879   | Amtsgericht Fürth           |
| Krumbach                | Amt Fürth                   | 1821   | 1879   | Amtsgericht Fürth           |
| Kunzenbach              | Amt Waldmichelbach          | 1821   | 1853   | Landgericht Wald-Michelbach |
| Laudenau                | Landgericht Michelstadt     | 1853   | 1879   | Amtsgericht Fürth           |
| Lauten-Weschnitz        | Amt Fürth                   | 1821   | 1879   | Amtsgericht Fürth           |
| Lautern                 | Landgericht Schönberg       | 1826   | 1839   | Landgericht Zwingenberg     |
| Lindenfels              | Amt Fürth                   | 1821   | 1879   | Amtsgericht Fürth           |
| Linnenbach              | Amt Fürth                   | 1821   | 1879   | Amtsgericht Fürth           |
| Litzelbach              | Amt Fürth                   | 1821   | 1879   | Amtsgericht Fürth           |
| Löhrbach                | Amt Waldmichelbach          | 1821   | 1853   | Landgericht Wald-Michelbach |
| Lörzenbach              | Amt Fürth                   | 1821   | 1879   | Amtsgericht Fürth           |
| Mackenheim              | Amt Waldmichelbach          | 1821   | 1853   | Landgericht Wald-Michelbach |
| Mitlechtern             | Amt Heppenheim              | 1821   | 1879   | Amtsgericht Fürth           |
| Mittershausen           | Amt Heppenheim              | 1821   | 1879   | Amtsgericht Fürth           |
| Mörlenbach              | Amt Waldmichelbach          | 1821   | 1879   | Amtsgericht Fürth           |
| Nieder-Liebersbach      | Amt Waldmichelbach          | 1821   | 1879   | Amtsgericht Fürth           |
| Ober-Abtsteinach        | Amt Waldmichelbach          | 1821   | 1853   | Landgericht Wald-Michelbach |
| Ober-Hambach            | Amt Heppenheim              | 1821   | 1840   | Landgericht Lorsch          |
| Ober-Hiltersklingen     | Amt Fürth                   | 1821   | 1879   | Amtsgericht Fürth           |
| Ober-Klein-Gumpen       | Landgericht Michelstadt     | 1853   | 1879   | Amtsgericht Fürth           |
| Ober-Laudenbach         | Amt Heppenheim              | 1821   | 1840   | Landgericht Lorsch          |
| Ober-Liebersbach        | Amt Waldmichelbach          | 1821   | 1879   | Amtsgericht Fürth           |
| Ober-Mumbach            | Amt Waldmichelbach          | 1821   | 1853   | Landgericht Wald-Michelbach |
| Ober-Ostern             | Landgericht Michelstadt     | 1853   | 1879   | Amtsgericht Fürth           |
| Ober-Scharbach          | Amt Fürth                   | 1821   | 1853   | Landgericht Wald-Michelbach |
| Ober-Schönmattenwag     | Amt Waldmichelbach          | 1821   | 1853   | Landgericht Wald-Michelbach |
| Pfaffen-Beerfurth       | Amt Fürth                   | 1821   | 1879   | Amtsgericht Fürth           |
| Raidelbach              | Landgericht Schönberg       | 1826   | 1839   | Landgericht Zwingenberg     |
| Reichelsheim            | Landgericht Michelstadt     | 1853   | 1879   | Amtsgericht Fürth           |
| Reichenbach             | Landgericht Schönberg       | 1826   | 1839   | Landgericht Zwingenberg     |
| Reisen                  | Amt Waldmichelbach          | 1821   | 1879   | Amtsgericht Fürth           |
| Rimbach                 | Landgericht Schönberg       | 1826   | 1879   | Amtsgericht Fürth           |
| Rohrbach (Mörlenbach)   | Patrimonialgericht Birkenau | 1821   | 1879   | Amtsgericht Fürth           |
| Rohrbach (Reichelsheim) | Landgericht Michelstadt     | 1853   | 1879   | Amtsgericht Fürth           |
| Schannenbach            | Amt Heppenheim              | 1821   | 1879   | Amtsgericht Fürth           |
| Scheuerberg             | Amt Heppenheim              | 1821   | 1879   | Amtsgericht Fürth           |
| Schlierbach             | Amt Fürth                   | 1821   | 1879   | Amtsgericht Fürth           |
| Schönberg               | Landgericht Schönberg       | 1826   | 1839   | Landgericht Zwingenberg     |
| Seidenbach              | Amt Fürth                   | 1821   | 1879   | Amtsgericht Fürth           |
| Seidenbuch              | Amt Fürth                   | 1821   | 1879   | Amtsgericht Fürth           |
| Siedelsbrunn            | Amt Waldmichelbach          | 1821   | 1853   | Landgericht Wald-Michelbach |
| Sonderbach              | Amt Heppenheim              | 1821   | 1840   | Landgericht Lorsch          |
| Steinbach               | Amt Fürth                   | 1821   | 1879   | Amtsgericht Fürth           |
| Trösel                  | Amt Waldmichelbach          | 1821   | 1853   | Landgericht Wald-Michelbach |
| Unter-Abtsteinach       | Amt Waldmichelbach          | 1821   | 1853   | Landgericht Wald-Michelbach |
| Unter-Hambach           | Amt Heppenheim              | 1821   | 1840   | Landgericht Lorsch          |
| Unter-Ostern            | Landgericht Michelstadt     | 1853   | 1879   | Amtsgericht Fürth           |
| Unter-Scharbach         | Amt Fürth                   | 1821   | 1853   | Landgericht Wald-Michelbach |
| Vöckelsbach             | Amt Waldmichelbach          | 1821   | 1853   | Landgericht Wald-Michelbach |
| Wahlen                  | Amt Fürth                   | 1821   | 1853   | Landgericht Wald-Michelbach |
| Wald-Erlenbach          | Amt Heppenheim              | 1821   | 1840   | Landgericht Lorsch          |
| Wald-Michelbach         | Amt Waldmichelbach          | 1821   | 1853   | Landgericht Wald-Michelbach |
| Weiher                  | Amt Waldmichelbach          | 1821   | 1879   | Amtsgericht Fürth           |
| Weschnitz               | Amt Fürth                   | 1821   | 1879   | Amtsgericht Fürth           |
| Winkel                  | Amt Fürth                   | 1821   | 1879   | Amtsgericht Fürth           |
| Wilmshausen Zell        | Landgericht Schönberg       | 1826   | 1839   | Landgericht Zwingenberg     |
| Winterkasten            | Landgericht Michelstadt     | 1853   | 1879   | Amtsgericht Fürth           |
| Zotzenbach              | Landgericht Schönberg       | 1826   | 1879   | Amtsgericht Fürth           |

## Weitere Entwicklung
Bei der Verwaltungsreform 1821 konnte der Staat zunächst ausschließlich die Gerichtsbarkeit im Großherzogtum neu regeln, über die er uneingeschränkt verfügen konnte. Diese Gebiete wurden als Dominiallande bezeichnet. In den Gebieten, in denen Standesherren und anderer Adel weiterhin eigene Gerichtshoheit ausübten, den Souveränitätslanden, musste der Staat dafür zunächst mit jedem der einzelnen Gerichtsherren vertragliche Vereinbarungen treffen. Das zog sich in einigen Fällen noch jahrelang hin.
1826 gelang es, einen solchen Vertrag mit dem Grafen von Erbach-Schönberg abzuschließen: Zum 1. August 1826 wurden die Aufgaben der Rechtsprechung des damit aufgelösten Amts Schönberg dem Staat übertragen, der die betroffenen Ortschaften (siehe Übersicht) dem Landgericht Fürth zuteilte. Ein Großteil dieser Gemeinden wurde zum 16. Dezember 1839 im Zuge einer umfangreicheren Revision der gerichtlichen Bezirke an das Landgericht Zwingenberg abgetreten.
Zum 1. April 1840 wurde eine Reihe von Orten an das Landgericht Lorsch abgegeben (siehe Übersicht).
Bei Einrichtung der Landgerichte im Großherzogtum 1821 entsprachen deren Bezirke immer einem Landratsbezirk oder dem Teil eines Landratsbezirks. Durch mehrere Verwaltungsreformen, 1832, 1848 und zuletzt 1852 sowie die Abschaffung der standesherrlichen Privilegien in der Revolution von 1848 hatten sich nicht nur die Bezeichnungen der Verwaltungsbezirke, sondern auch deren Grenzen geändert. Um das wieder anzugleichen, revidierte das Großherzogtum 1853 in den Provinzen Starkenburg und Oberhessen umfassend die Zuständigkeitsbereiche der Gerichte. Für den Zuständigkeitsbereich des Landgerichts Fürth bedeutete das sowohl Zugewinne als auch Verluste (siehe Übersicht), letzteres vor allem zugunsten des neu eingerichteten Landgerichts Waldmichelbach.

## Ende
Mit dem Gerichtsverfassungsgesetz von 1877 wurden Organisation und Bezeichnungen der Gerichte reichsweit vereinheitlicht. Zum 1. Oktober 1879 hob das Großherzogtum Hessen deshalb die Landgerichte auf. Funktional ersetzt wurden sie durch Amtsgerichte. So ersetzte das Amtsgericht Fürth das Landgericht Fürth. „Landgerichte“ nannten sich nun die den Amtsgerichten direkt übergeordneten Obergerichte. Das Amtsgericht Fürth wurde dem Bezirk des Landgerichts Darmstadt zugeordnet.

## Richter
- 1821–1826 Johann Nepomuk Alois Pfülb[9]
- 1826–1841 Carl Ludwig Weiß[10]
- 1842–1847 Friedrich Moritz Eitel Ebel[11]
- 1847 Georg Karl Friedrich Ferdinand Stammler[12]
- 1847–1850 Hermann Ludwig Jonas Stockhausen[13]
- 1850–1879 Ludwig Walther